# Peponocranium simile
Peponocranium simile är en spindelart som beskrevs av Albert Tullgren 1955. Peponocranium simile ingår i släktet Peponocranium och familjen täckvävarspindlar.
Artens utbredningsområde är Sverige. Inga underarter finns listade i Catalogue of Life.